# گمینا رودکا
گمینا رودکا (به لهستانی:  Gmina Rudka) یک گمینا در لهستان است که در شهرستان بیلسک واقع شده‌است. گمینا رودکا ۷۰٫۲۱ کیلومتر مربع مساحت و ۲٬۱۷۰ نفر جمعیت دارد.